# Adina Bar-Shalom

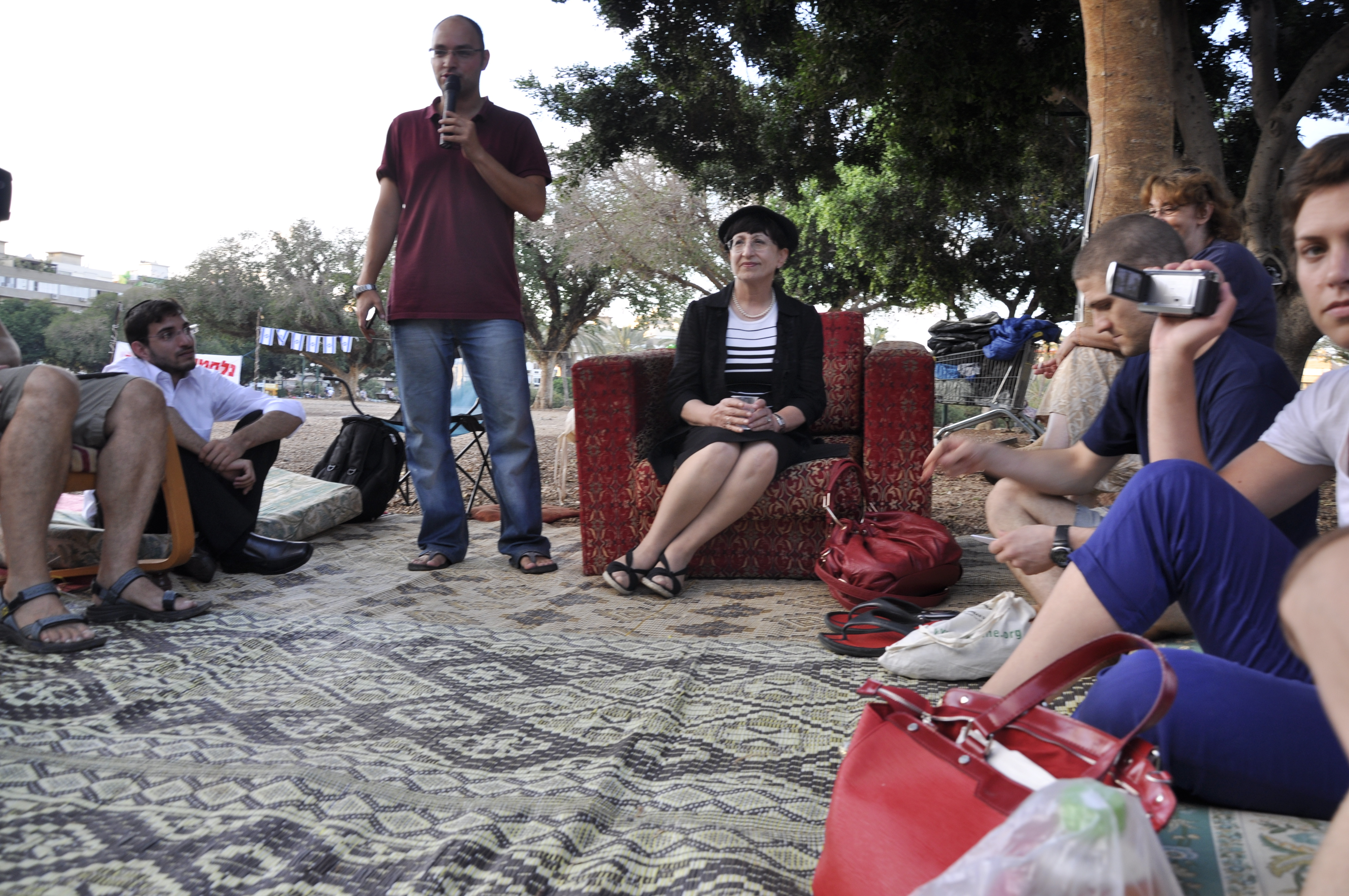
Adina Bar-Shalom, amb els indignats a Tel-Aviv (2011).

Adina Bar-Shalom (en hebreu עדינה בר-שלום; Jerusalem, 1945) és una educadora, escriptora i activista social israeliana. És la fundadora de la primera escola per a alumnes jueus ortodoxos (haredim) a Jerusalem, i ha treballat durant molts anys per combatre la discriminació sexual de la dona a la societat israeliana, especialment a les comunitats haredim. També treballa per la pau entre Israel i Palestina.
Rebé el Premi Israel de 2014 pels èxits de la seva vida i les seves contribucions a la societat israeliana.

## Biografia
Nascuda Adina Yosef el 1945 a Jerusalem, filla gran del rabí Ovadia Yosef i de Margalit Fattal, visqué al Caire dels 3 als 6 anys, perquè el seu pare era el president del tribunal religiós jueu (Bet Din) i mestre a l'escola de la Torà (ieixivà). Estudià a escoles religioses femenines, i després passà a fer estudis professionals de confecció junt amb altres noies mizrahim, és a dir, jueves orientals.
Als 18 anys es casà amb el rabí Ezra Bar-Shalom. Ensenyava tall i confecció a noies, i acabà obrint un taller per ensenyar les joves casades a fer-se els vestits. El 1975 començà a estudiar disseny de moda a l'Escola Superior Shenkar d'Enginyeria i Disseny, després que el marit i el pare s'oposessin a que estudiés psicologia a la universitat.
L'any 2001, comptant amb el permís del seu pare, fundà l'Escola Superior Haredi de Jerusalem, el primer centre d'estudis superiors pensat expressament per a alumnes haredim.
Bar-Shalom viu actualment al districte de Ramat Aviv, a Tel-Aviv, amb el seu marit, que és un dels magistrats del Bet Din de Tel-Aviv, i abans n'havia estat el president. Tenen tres fills.

## Activisme social i polític
Bar-Shalom s'inicià en la política amb el grup de protesta social Tafnit, fundat per Uzi Dayan, però se'n separà quan el Tafnit es refundà com a partit polític per concórrer a les eleccions a la Kenésset del 2006. Després d'això decidí fundar una organització per promoure el diàleg entre jueus religiosos i laics a Israel.
L'abril del 2011 signà una demanda per la creació d'un estat palestí amb les fronteres de l'armistici de 1967 i amb capital a Jerusalem Est, a més de la retirada israeliana dels Alts del Golan.
Durant l'estiu del 2011, després de les protestes dels indignats per la justícia social a Tel-Aviv, començà a treballar amb el Comitè Spivak-Yona per trobar propostes de millora dels dèficits de la societat israeliana.
Bar-Shalom també parla de la importància que tenen la necessitat i el dret de les dones a estudiar i treballar, i el 2013 participà en la creació d'un partit polític haredim format només per dones a la ciutat haredi d'Elad. El 2014 li van oferir ser candidata a la Presidència d'Israel, i acceptà el repte d'enfrontar-se a Ximon Peres. El març d'aquest any escrigué per a un diari israelià que la revolució feminista haredi ja existia, precisant que "el tren ja ha sortit de l'estació".
L'octubre de 2017 la seva escola haredi va haver de tancar. El novembre fou convidada pel president del partit Yesh Atid a integrar-s'hi.

## Honors i premis rebuts
El desembre de 2012, rebé el títol de "Cavallera de Govern de Qualitat", instituït pel Moviment per un govern de qualitat a Israel. El 2013, Bar-Shalom era designada per la revista Nashim, que pertany al diari Makor Rishon, una de les 20 dones religioses més importants del país. L'abril de 2013 rebé un doctorat honoris causa per la Universitat Ben-Gurion del Nègueb.
L'any 2014 rebé el Premi Israel per les seves contribucions excepcionals a la societat i la nació israelianes, i el diari Jerusalem Post l'anomenava la vuitena jueva més influent de l'any.